# Zatch Bell y Kiyo Takamine
Zatch Bell y Kiyo Takamine son los principales personajes de la serie de anime y manga Zatch Bell!

## Zatch Bell
Zatch Bell (Gash Bell (ガッシュ・ベル?) en la versión original) es el protagonista del manga y el anime. Al principio de la historia se desconocía su origen y propósito y por su aspecto humano el cual es un niño se pensaba que él era normal pero pronto descubren que él tiene la habilidad de expulsar relámpagos de su boca. Luego de haber conocido a Kiyo Takamine y descubrír que él es una criatura proveniente de otro mundo decide continuar con su destino y con la ayuda de su compañero humano el cumplir su objetivo principal el cual es ser el rey del mundo mamodo.

### Descripción
Zatch Bell tiene el pelo rubio corto, vestido con una capa y zapatos azul marino. Su estatura y aspecto físico dan a entender de que es como cualquier niño normal (a excepción de sus poderes).
En el comienzo de la historia (manga) Zatch Bell aparece siendo un niño pero luego de pasar un largo tiempo Zatch crece en estatura hasta llegar al punto de estar en la estatura de Kiyo Takamine.[cita requerida]

### Personalidad
Zatch Bell es un niño mamodo el cual al comienzo su edad aproximada es de 6 años. Siendo Zatch de esa edad tiene una personalidad muy infantil y noble, de comportamiento amigable y feliz. 
Pero cuando es molestado por otros niños en el caso de Naomi, una niña que siempre está molestando a Zatch tiende a ser un llorón. De igual manera sucede con Kiyo a quien siempre está siguiendo a todos lados para no estar solo pero el prefiere estar solo y siempre termina gritando a Zatch pero Zatch siempre cuenta a su amigo de juguete Volcán 300 quien le ayuda alegrar el día.

### Su desarrollo en la serie
Apareció de la nada y tirado en el suelo estando inconsciente en un bosque en Inglaterra en donde Seitaro Takamine (padre de Kiyo Takamine) encuentra a Zatch. Por desgracia él perdió su recuerdos del pasado y el desconoce de su lugar de origen y propósito en la tierra.
Como agradecimiento por haber salvado su vida, Zatch desea pagar al señor Takamine por su ayuda haciéndole un favor especial de tal manera de que el señor Takamine le pidió a Zatch de ir a Japón y ayudar a su hijo, Kiyo, a corregir su comportamiento.
Siendo así que Zatch emprendió un viaje en busca de Kiyo Takamine hasta que logra encontrarlo. Al llegar a su hogar Zatch le entrega una carta al joven la cual la escribió su padre y mencionaba sobre el niño el cual le entregó la carta. Kiyo se puso molesto sobre la llegada e inesperada entrada de Zatch por la ventana. Al recoger su libro por accidente es invocado el conjuro Zaker y desde ese entonces el joven se dio cuenta de que el niño no era normal y empezó un gran misterio sobre quién es en realizad Zatch Bell
Luego de varias situaciones ellos se enfrentan a 2 personajes que al principio no se sabía nada sobre ellos y como otro detalla es que ellos tenían las mismas características de Zatch y Kiyo las cuales eran el de tener un mismo libro de conjuros, un niño con poderes especias y un joven que lo acompaña. Al siguiente día los protagonistas están envueltos en otro enfrentamiento con un ladrón de bancos y un niño el cual tiene la habilidad de expulsar hielo por la boca. Luego de derrotar al niño y al malhechor se dan cuenta de que el libro que ellos tenían se estaba quemando y después se esfumó el niño con poderes de hielo. Todo esto estaba tomando sentido hasta que Kiyo conoce a Sherry y Brago quienes les explica sobre lo que está sucediendo y la verdad sale a reducir. Después del duelo entre la chica y el mamodo ellos emprenden su destino como participantes en la batalla por el reino mamodo.
Zatch conoce a una niña llamado Kolulu (aunque la niña recuerda a Zatch, pero el no recuerda nada sobre ella) quien Zatch descubre que es un mamodo y por petición de Kolulu, Kiyo invoca el conjuro Zaker para destruir su libro. Zatch la hace una promesa a Kolulu el cual es ser el nuevo rey del mundo mamodo y que dará por terminado las batallas entre ellos.
Desde ese entonces Zatch Bell sigue su camino como participante en la batalla por el reinado del mundo mamodo en compañía de Kiyo Takamine quien también está decidido a ayudar a su amigo Zatch lograr ese tan anhelado propósito.
Pero lo que no sabe Zatch es que él tiene un hermano gemelo y que el también está participando en la batallas mamodo. Su nombre es Zeno y a diferencia de Zatch, Zeno odia a Zatch aunque tiene motivos diferentes en el manga y el anime a Zeno también le gusta la maldad. Aunque en el manga perdona a Zatch y lo ayuda a detener a faudo.

## Kiyo Takamine
Kiyo Takamine (Kiyomaro Takamine (高嶺清麿 Takamine Kiyomaro)(1989-?) en la versión original y la manga española) es el personaje principal del manga y anime Zatch Bell! Es un chico ordinario quien al principio de la serie no tenía ni un solo amigo (a acepción de Suzy) debido a su comportamiento amargo y arrogante.

### Descripción
Kiyo es un joven de 14 años quien asiste a una escuela pública en la ciudad de mochinoki. A diferencia de sus amigos y demás personas, su coeficiente intelectual es de 180. Su inteligencia es la clave para las estrategias en las batallas.

### Personalidad
Al principio de la serie Kiyo demostraba una mala conducta, debido a que sus amigos de la secundaria no lo tomaban en cuenta debido a que él es más inteligentes que ellos. Al conocer a Zatch Bell, su vida cambia y por ende su personalidad de arrogante y mal humorada cambia a una conducta amigable y amable.A pesar de eso el sigue teniendo su mal genio y se irrita con facilidad por lo general Zatch y su compañera Suzy son los que causan eso.

### Su desempeño en la serie
Kiyo conoce a un niño misterioso llamado Zatch Bell, el cual entra sin permiso a su casa por la ventana. Zatch le entrega una carta de su padre en donde le comenta sobre la aparición del niño en un bosque de Inglaterra. Kiyo se da cuenta de que Zatch no es un niño normal por sus habilidades y esto genera grandes interrogantes hasta que llega el día en donde descubren la verdad de que Zatch es un demonio de un mundo alterno y que su propósito en la tierra es competir en la batalla mamodo. Cuando ellos conocieron a Kolulu, Kiyo se da cuenta de que la niña no desea luchar y que prefiere que destruya su libro por el bien de su lectora Lori. Antes de desaparecer, Kolulu dice a Zatch que si tuvieran un rey noble, no tendría que existir una cruel batalla como esa, y desde ese día Zatch aspira a convertirse en un rey noble para el Mundo Mamodo contando con la incondicional ayuda de su guardián y amigo Kiyo.

## Zatch y Kiyo como equipo
En las batallas, Zatch y Kiyo emplean un buen trabajo, utilizando una estrategia basada en la confianza entre compañeros. Una de las cosas que están a su favor es la inteligencia de Kiyo, ya que el desarrolla varias estrategias para poder detener al enemigo. Como aliados a ellos están Tia y Megumi. Cuando están presente forman una buena combinación de poder Ataque/Defensa, ya que los conjuros de Zatch en su mayoría son de ataque mientras que los de Tia son escudos de defensa y esto les da mucha ventaja.

## Conjuros
Esta es la lista completa de los conjuros de Zatch Bell
Conjuros que aparecen en el anime y el manga
- Zaker/Zakeru - Un relámpago eléctrico que sale de su boca.
- Rashield/Rashirudo - Un escudo rectangular que puede devolver el ataque con un poco de energía eléctrica cargada en ella. Es el único conjuro defensivo que posee.
- Jikerdor/Jikerudo - Magnetiza el cuerpo del enemigo para luego ser atraído por algún objeto metálico. Si el tamaño del cuerpo metálico es superior al cuerpo del enemigo, este es enviado inmediatamente al metal. En caso contrario, el metal es atraído hacia el enemigo. Es ineficaz en terrenos sin metales.
- Bao Zakeruga/Baou Zakeruga - Aparece un dragón eléctrico muy poderoso. No puede usarse inmediatamente, requiere que el combate esté avanzado y consume bastante energía del lector.
- Zakeruga/Zakeruga – Es la versión mejorada del Zaker, concentra toda su energía y la envía hacia un solo punto.
- Damarasaki/Rauzaruku – Un relámpago aparece del cielo y va directamente a Zatch, el cual multiplica sus habilidades naturales. Esta habilidad es de tiempo limitado y durante su proceso no se puede utilizar otros conjuros hasta que se acabe el tiempo.
- Zaguruzemu - Una pequeña esfera que potencia los conjuros de Zatch sobre el punto impactado. Muchas veces es utilizado para mejorar Bao Zakeruga o Rashield.

Conjuros exclusivos del manga
- Ganreizu Zakeru – Son cañones que disparan varias bolas hechas de energía eléctrica.
- Teozaker - Un Zaker mucho más poderoso.
- Baou Kurou Disugurugu - Invoca a una garra devastadora que arrasa con todo.
- Maazu Jikerudon - Similar a Jikerdor, pero con nuevos poderes.
- Ekuseresu Zakeruga - Una gigantesca lanza eléctrica.
- Jiou Rensu Zakeruga - Una serpiente eléctrica, no tan poderosa como el Bao pero mucho más rápida.

Conjuros exclusivos de las Películas
- Barudo Forusu - Zatch reúne el poder de sus aliados para manifestarlo en un fénix de trueno mortal. Aparece únicamente en la primera película.

## Libros que han destruido
- Reycom, a las orillas de un río (episodio 3)
- Sugino, en el jardín botánico (episodio 7)
- Kolulu, en un parque (a petición suya) (episodio 8)
- Fein, en la terraza de un edificio abandonado (episodio 9)
- Eshros, en el patio de la escuela en sábado por la mañana (a petición de Shin) (episodio 10)
- Maruss, en un aparcamiento de coches (episodio 15)
- Robnos, en un frigorífico (episodio 16)
- Danny, en un muelle (de forma indirecta) (episodio 27)
- Zoboron, en el parque de diversiones (episodio 30)
- Corta & Pega, en una pequeña cordillera (episodio 31)
- Grisor, al pie de un precipicio (episodio 35)
- Zabas, en la montaña de una isla  (episodio 38)
- Bahking (Mamodo Milenario), en una vieja mansión (únicamente en el anime) (Zatch dispara un Zakeruga hacia el libro de Zofis, pero este controla al lector del libro de Bahking como escudo) (episodio 51)
- Un pequeño mamodo desconocido (Mamodo milenario), en una vieja mansión (episodio 51)
- Laila, en unas ruinas (a petición) (episodio 88)
- Maestro, en la dimensión intermedia (con ayuda de Brago) (episodio 98)
- Coral Q, en un Puente no terminado de construir (episodio 107)
- Rein, en la playa (a petición) (episodio 116)
- Buzarai, abajo de la construcción de Faudo (episodio 130)
- Zeno, en la misma cima de Faudo (episodio 150 pero hubo un cambio en el anime)
- Faudo, Costa de Japón (episodio 150, destruido en el anime.)
- Jedun, dentro de Faudo (Jedun sacrificó su libro para proteger a Zeno) (manga capítulo 255)
- Goomu, cerca de las montañas (a petición de Mir) (manga capítulo 303)
- Clear Note, en el espacio por encima de la tierra (manga capítulo 319)
- Brago, la última batalla por el reinado (manga capítulo 321) (con la destrucción del libro de Brago, Zatch se proclama Nuevo rey del mundo mamodo).[cita requerida]
- Akatsuki, en un pequeño bosque (película 1)
- Wiseman, en un parque de estacionamiento (película 1)